# ويليام جي. كروسبي
ويليام جي. كروسبي هو محامي وسياسي أمريكي، ولد في 10 سبتمبر 1805 في بلفاست في الولايات المتحدة، وتوفي بنفس المكان في 21 مارس 1881. نشط حزبياً في حزب اليمين. وقد انتخب حاكم مين ‏ (5 يناير 1853 – 3 يناير 1855).